# Thoko Didiza
Angela Thoko Didiza, née le 2 juin 1965 à Durban, est une femme politique sud-africaine, membre du congrès national africain, membre du parlement depuis 1994 et actuelle présidente de l'Assemblée nationale depuis juin 2024
Elle est ministre de l'Agriculture, du développement rural et de la réforme agraire du 30 mai 2019 au 14 juin 2024 dans le second gouvernement Ramaphosa.
Elle a également exercé les fonctions de vice-ministre de l'Agriculture de mai 1994 à juin 1999 dans le gouvernement Mandela puis, dans le gouvernement Mbeki, les fonctions de ministre de l'agriculture et des Affaires foncières du 17 juin 1999 au 22 mai 2006 ainsi que de ministre des Travaux publics du 22 mai 2006 au 25 septembre 2008.

## Biographie
Didiza est née à Durban et est titulaire d'un baccalauréat spécialisé en politique et d'un diplôme en sociologie. Elle est mariée et a cinq enfants.
Thoko Didiza travaille d'abord pour des institutions religieuses, civiles et féministes à vocation sociale avant d'être élue au parlement sur la liste du congrès national africain (ANC). Vice-ministre de l'Agriculture de mai 1994 à juin 1999 dans le gouvernement Mandela, elle est nommée ministre de l'agriculture dans le gouvernement Mbeki.
Elle démissionne de ses fonctions au gouvernement, avec 10 de ses collègues, à la suite de la démission du président Thabo Mbeki en septembre 2008.
Le 20 juin 2016, l'ANC annonce que Didiza sera leur candidate à la mairie de Tshwane pour les élections municipales sud-africaines de 2016. Cette candidature est rejetée par de nombreux habitants de Tshwane et provoque de violentes émeutes. Commencée à Mamelodi, la violence s'étend en quelques jours aux townships d'Atteridgeville, de Winterveldt, Soshanguve, Hammanskraal, Mabopane et Ga-Rankuwa avant d'atteindre Pretoria Central et les quartiers d'Arcadia et de Sunnyside,. Cinq personnes sont tuées et 200 personnes arrêtées par la police,,. Il apparait qu'en désignant Didiza comme tête de liste, l'ANC aurait tenté de trouver un candidat neutre pour ne pas trancher entre les factions internes opposant le maire sortant de Tshwane à l'un de ses adjoints. À cela s'ajoutent des haines ethniques, Didiza étant une zoulou vivant à Pretoria (le chef-lieu de Tshwane) mais originaire du KwaZulu-Natal, nommée dans une région où les populations noires sont plutôt pedis, tswanas ou tsongas,. En outre, l'ANC, éclaboussé par des allégations de corruption contre le président Jacob Zuma, rongé par le factionnalisme, la corruption et le manque de dirigeants crédibles, paie aussi un fort mécontentement de la population à son égard. Finalement, la mairie est remportée par l'Alliance démocratique rejetant l'ANC dans l'opposition municipale.
Le 30 mai 2019, elle est nommée ministre de l'agriculture, du développement rural et de la réforme agraire dans le 2nd gouvernement de Cyril Ramaphosa.